# Rosema nadina
Rosema nadina är en fjärilsart som beskrevs av William Schaus 1906. Rosema nadina ingår i släktet Rosema och familjen tandspinnare. Inga underarter finns listade.